# Per Olav Wiken
Per Olav Wiken (Oslo, 23 de março de 1937 — Manilva, 14 de janeiro de 2011) foi um velejador norueguês, medalhista olímpico. Ele competiu nos Jogos Olímpicos de Verão de 1968 na classe Star e conquistou a medalha de prata ao lado de Peder Lunde Jr..